# Forcipomyia ancoriformis
Forcipomyia ancoriformis är en tvåvingeart som beskrevs av Tokunaga 1959. Forcipomyia ancoriformis ingår i släktet Forcipomyia och familjen svidknott. Inga underarter finns listade i Catalogue of Life.